# Hetényi
A Hetényi régi magyar családnév, amely a származási helyre utalhat: Hetény (Szlovákia, korábban Komárom vármegye), Hosszúhetény és Lovászhetény (Baranya vármegye), Hetény (Szerbia, korábban Torontál vármegye), Tiszahetény (Ukrajna, korábban Ugocsa vármegye).

## Híres Hetényi nevű személyek
- Hetényi Antal (1947–2023) cselgáncsozó, olimpikon
- Hetényi Géza (1894–1959) Kossuth-díjas belgyógyász, egyetemi tanár
- Hetényi István (1926–2008) közgazdász
- Hetényi Magdolna (1944) Széchenyi-díjas geokémikus, egyetemi tanár
- Hetényi Varga Károly (1932–2002) író, fordító, tanár
- Hetényi Zoltán (1988) jégkorongkapus
- Hetényi Zoltán dobos, az Edda Művek tagja
- Hetényi Zsuzsa (1954) irodalomtörténész, műfordító, esszéíró
- Martin Hetényi (1979) szlovák történész